# Хирцель, Ханс
Ханс Хирцель (30 октября 1924 г. — 3 июня 2006 г.) был немецким участником движения сопротивления. Он был членом группы выпускников школы Ульма, вокруг которой сформировалась группа сопротивления Белая роза.

## Детство и юность
Ханс Хирцель, сын пастора Эрнста Ульмера Хирцеля, родился в Унтерштайне, Германия, 30 октября 1924 года. Он был младшим братом Сюзанны Хирцель, подруги детства Софи Шолль. Его семья переехала в Ульм, где семья Хирцеля стала лучшими друзьями семьи Шолль. Хотя Хирцел был ближе по возрасту к Софи Шолль, он стал хорошим другом Ханса Шолля, которого он очень уважал.

## Деятельность в Белой розе
Ханс Хирцель любил посещать школу, чтобы слушать, о чём говорил Роберт, что происходит в мире, и быть рядом с Хансом Шоллем, которого он уважал и восхищался. Быстро понимая последствия того, что он слышал, Ханс Хирцель рано почувствовал те же громкие звуки бунта, которые овладели Хансом Шоллем. Своим собственным способом и в своё время он пришёл к тому же выводу: что-то должно быть сделано.
- Выдержка из книги «A Noble Treason» Ричарда Ф. Хансера.
После того, как Ханс Шоль сообщил ему о Белой Розе, Ханс Хирцель, вместе со своим одноклассником Францем Й. Мюллером и сестрой Сюзанной, начали группу, основанную на идеологии Белой Розы. Эта группа получала листовки Белой Розы, которые они затем копировали и распространяли в Ульме и прилегающих районах.
В 1943 году Хирцель был арестован Гестапо, но вначале был освобождён. После освобождения Хирцель пошёл к Хансу и предупредил его о том, что у гестапо есть файлы на него и его сестру Софи. Хирцель предложил Шоллу сбежать, прежде чем его поймает гестапо, но Шолл не сбежал, так как не было возможности покинуть Мюнхен без опасности для своей семьи.
Хирцель, вместе со своей сестрой Сюзанной, были арестованы снова вскоре после захвата братьев Шольл 18 февраля 1943 года. В своем суде 19 апреля 1943 года Хирцель был приговорён к пяти годам тюремного заключения. Он был освобождён после падения нацистской диктатуры в мае 1945 года.

## Смерть и наследие
Хирцель умер в июне 2006 года после продолжительной тяжёлой болезни в городе Висбаден. Его могила находится на кладбище в лесу в Висбадене-Дотцхайме. Его имя значится на мемориале членам «Белой розы» в Ульме.